# Ceropegia conrathii
Ceropegia conrathii ist eine Pflanzenart aus der Unterfamilie der Seidenpflanzengewächse (Asclepiadoideae). 

## Merkmale

### Vegetative Merkmale
Ceropegia  ist eine ausdauernde, sehr kleine Pflanze einem knolligen Wurzelstock. Die im Großen und Ganzen kugelige, etwas abgeflachte Wurzelknolle misst 3 bis 10 cm in der Höhe und 2 bis 7 cm im Durchmesser. Die jährlich gebildeten Triebe sind nur 6 bis 12 cm hoch; der Durchmesser beträgt 1 bis 2 mm. Die Blätter sind ungestielt. Die leicht sukkulenten Blattspreiten stehen aufrecht-abgespreizt. Sie erscheinen meist nach den Blüten. Sie sind schmal-lanzettlich bis eiförmig und am äußeren Ende spitz auslaufend. Sie messen bis 30 mm in der Länge und 12 mm in der Breite. Die Ränder sind wellig und behaart.

### Blütenstand und Blüten
Die zahlreichen Blütenstände sind ungestielt und setzen seitlich am Trieb an. Ein Blütenstand enthält ein bis sechs Blüten, die sich nacheinander öffnen, häufig sind aber zwei Blüten gleichzeitig offen. Die einzelnen Blütenstände blühen etwa gleichzeitig. Die Blütenstiele werden 7 bis 15 mm lang. Die fünfzähligen zwittrigen Blüten sind zygomorph und besitzen eine doppelte Blütenhülle. Die Kelchblätter sind lanzettlich und 2 mm lang. Die Blütenkrone wird bis zu 3,5 cm lang und ist leicht gebogen. Die fünf Kronblätter sind im unteren Teil zu einer schlanken zimtfarbenen Kronröhre (Sympetalie) verwachsen, Der innen papillöse Kronkessel im basalen Teil der Kronröhre ist ellipsoid und misst 8 bis 10 mm in der Länge und 3 bis 4 mm im Durchmesser. Über dem Kronkessel verengt sich die eigentliche Kronröhre auf einen Durchmesser von 2,5 mm; innen ist sie spärlich behaart. Die Kronblattzipfel sind bis 8 mm lang, schmal linealisch, nicht umgebogen und mit den Enden verwachsen. Sie formen eine zwiebelförmige, käfigartige Struktur, die purpurfarben angehaucht ist. Gelegentlich kommen auch Exemplare vor, bei denen die Zipfel nicht verwachsen sind. Die weißliche, kahle Nebenkrone besitzt einen kurzen Stiel und ist basal glockenförmig verwachsen. Die Zipfel der interstaminalen, äußeren Nebenkrone sind basal taschenförmig umgebildet worden und weisen U-förmige, 0,5 mm tiefe obere Ränder auf. Sie sind seitlich mit der Basis der vorgewölbten staminalen Nebenkrone verwachsen. Die Zipfel der staminalen, inneren Nebenkrone sind 1,5 mm lang und 0,3 mm breit, zylindrisch geformt und aufrecht stehend und sich dann zusammenneigend.

### Früchte und Samen
Die Balgfrüchte sind spindelförmig, 10 cm lang bei einem Durchmesser von 4 mm.

### Ähnliche Arten
Ceropegia conrathii ist nahe mit Ceropegia floribunda N.E.Br. verwandt, die jedoch windende Triebe besitzt.

## Geographische Verbreitung
Ceropegia conrathii kommt in den südafrikanischen Provinzen KwaZulu-Natal, Gauteng und Nordkap vor. Die Blüten erscheinen gelegentlich schon vor den Blättern. 

## Systematik und Taxonomie
'Das Taxon wurde 1905 von Rudolf Schlechter im 38. Band der Botanischen Jahrbücher für Systematik, Pflanzengeschichte und Pflanzengeographie, S. 45 beschrieben. Der Holotyp (Conrath 1008, Herbarium Royal Botanic Gardens Kew) wurde von Paul Conrath 1905 in der Nähe von Modderfontein (heute in Benoni aufgegangen, bei Johannesburg gelegen) gesammelt.
Herbert Huber synonymisierte Ceropegia floribunda N.E.Br. mit Ceropegia conrathii. Robert Allen Dyer erkannte 1983 beide Taxa als eigenständige Arten an.

## Belege